# Мошковский, Александр
Александр Мошковский (нем. Alexander Moszkowski; 15 января 1851, Пилица, Царство Польское (ныне Силезское воеводство Польша) — 26 сентября 1934, Берлин) — немецкий писатель, сатирик, комедиограф, журналист, редактор, издатель, популяризатор науки польско-еврейского происхождения.

## Биография
Родился в богатой еврейской семье, брат известного композитора Морица Мошковского. Детство провёл в Бреслау. Получив образование, отправился в Берлин, где в 1877—1886 сотрудничал с сатирическим изданием «Berliner Wespen» («Берлинские осы»). После ссоры с издателем ушёл из редакции, основал и редактировал собственный юмористический журнал «Lustige Blätter» («Весёлые страницы»), выходивший до возникновения Веймарской республики.
Дружил со многими известными людьми Берлина, в том числе, с Альбертом Эйнштейном.
В результате долгих бесед с физиком, написал книгу «Эйнштейн. Взгляд на мир его мыслей» («Einstein. Einblicke in seine Gedankenwelt»), ставшую одной из первых попыток популяризации теории относительности. Книга была встречена с большим интересом у читателей, вышла значительным тиражом и известна поныне. Приобрел в Германии имя талантливого и остроумного писателя и философа.
Кроме того, А. Мошковский — автор многих сатирических и юмористических произведений и имевших успех пьес. Один из известнейших немецких юмористов, создавший особый тип юмористической рецензии о явлениях музыкальной жизни («Anton Notenquetscher»).
В 1922 написал научно-фантастическую повесть «Die Inseln der Weisheit» («Острова мудрости»), в стиле «Путешествий Гулливера» Дж. Свифта, в которой предвидел создание мобильных телефонов и голографию, ускорение нашего современного высокотехнологичного информационного общества.
В повести описал, как на островах Сарагалла, расположенных в районе Гавайев, царит скорость с целью экономии времени и широко распространена всеобщая механизация. Предвидения писателя о мире будущего, ссылались на работы футуристов.

## Семья
Сын Рихард (Ричард) эмигрировал в США в 1930-е гг. Внук — известный физик-ядерщик Стивен Мошковский (1927—2020).

## Избранные произведения
- Marinirte Zeitgeschichte, Gesammelte Humoresken (1884)
- Anton Notenquetscher’s Lustige Fahrten (1895)
- Das Buch der 1000 Wunder (1916)
- Sokrates der Idiot (1917)
- Der Sprung über den Schatten (1917)
- Die Ehe im Rückfall und andere Anzüglichkeiten (1918)
- Das Geheimnis der Sprache (1920)
- Die Welt von der Kehrseite (1920)
- Der Venuspark, Phantasien über Liebe und Philosophie (1920)
- Fröhlicher Jammer, Ein Vortrags-Brevier (1922)
- Das Panorama meines Lebens (1924)